# Joao Rodríguez
Joao Leandro Rodríguez González (* 19. Mai 1996 in Cúcuta) ist ein kolumbianischer Fußballspieler.

## Karriere
Rodríguez startete seine Juniorenkarriere bei Boca Juniors de Cali; zudem nahm er an der U15-Südamerikameisterschaft 2011 teil, wo er diversen Talentscouts positiv auffiel. Als Folge davon konnte er zu Chelsea wechseln.

### Chelsea
Rodríguez verbrachte zwei Monate bei der U16 von Chelsea, wo er so überzeugte, dass er einen Vorvertrag unterzeichnen konnte, welcher ihm einen Profivertrag über fünf Jahre garantierte und an seinem 17. Geburtstag in Kraft trat. Da er aber keine Arbeitserlaubnis für England erhielt, wurde er leihweise für ein Jahr an Deportes Quindío abgegeben.

### Kolumbien
Die Saison 2012/13 verbrachte er leihweise bei Deportes Quindio. Im Sommer 2013 kehrte er wieder zum FC Chelsea zurück, ehe er im Januar 2014 zum kolumbianischen Uniautónoma FC ausgeliehen wurde. Sein erstes Tor gelang ihm gegen den Independiente Medellín.

### Bastia
Im August 2014 wurde Rodríguez zum französischen Erstligisten SC Bastia verliehen. Für SC Bastia spielte er fünf Ligaspiele, ehe er im Januar 2015 wieder zum FC Chelsea zurückkehrte.

## Zahlreiche weitere Stationen
Auch nach seinem Engagement in Frankreich wurde er weiter verliehen; er spielte in Portugal, Belgien, Kolumbien, Mexiko und Spanien. Seit 2019 stand er (meist ein-oder halbjährig) bei weiteren Vereinen unter Vertrag; nirgendwo erhielt er längere Einsatzzeiten. So spielte er seither inArgentinien, Mexiko, Kolumbien, Peru und Indonesien.

## Nationalmannschaft
Rodríguez nahm mit der kolumbianischen U17-Nationalmannschaft an der Südamerikameisterschaft 2013 teil.